# Пераї
Пераї (словен. Peraji) — поселення в общині Копер, Регіон Обално-крашка, Словенія. Висота над рівнем моря: 298,3 м.